# Pierre Clémenti
Pierre Clémenti (Parijs, 28 september 1942 – aldaar, 27 december 1999) was een Frans acteur.
Pierre Clémenti debuteerde in 1960 in de film Chien de pique van Yves Allégret. Hij groeide al snel uit tot een populair acteur in Frankrijk en Italië. Tot aan zijn dood speelde hij mee in 94 films. Hij werkte in zijn carrière samen met regisseurs als Bernardo Bertolucci, Luis Buñuel, Pier Paolo Pasolini en Luchino Visconti. In 1999 stierf Clémenti op 57-jarige leeftijd aan leverkanker.

## Filmografie (selectie)
- 1960: Chien de pique
- 1961: Adorable Menteuse
- 1962: Il gattopardo
- 1966: Belle de Jour
- 1966: Un homme de trop
- 1966: L'uomo che ride
- 1968: Benjamin ou les Mémoires d'un puceau
- 1968: Partner
- 1968: La Voie lactée
- 1968: La sua giornata di gloria
- 1969: Le Lit de la Vierge
- 1969: Porcile
- 1969: I cannibali
- 1969: Il conformista
- 1970: Cabezas cortadas
- 1970: Renaissance
- 1970: Ninì Tirabusciò la donna che inventò la mossa
- 1971: La vittima designata
- 1973: Steppenwolf
- 1974: Sweet Movie
- 1974: L'Ironie du sort
- 1975: Le fils d'Amr est mort
- 1976: L'Affiche rouge
- 1977: La chanson de Roland
- 1980: Le Pont du Nord
- 1980: Paris s'en va
- 1981: Quartet
- 1981:  L'Amour des femmes
- 1981: Chassé-croisé
- 1983: Exposed
- 1983: Canicule
- 1984: Le Rapt
- 1988: Un bambino di nome Gesù
- 1989: Es ist nicht leicht ein Gott zu sein
- 1997: Le Bassin de J.W.
- 1998: Hideous Kinky

## Publicatie
- Pierre Clémenti: Quelques messages personnels, Gallimard, Parijs, 1973 (heruitgave 2005)